# Choirion
Choirion (in greco antico: Χοιρίων? - Choirìōn; fl. 413-403 a.C.) è stato un medaglista e un incisore di conii greco antico, attivo nella monetazione di Catana; fa parte del ristretto numero di incisori di conii dell'antichità di cui si conosce il nome, tramandato dalla firma sulle monete.

## Biografia
Choirion è noto tramite le firme apposte nei conii delle monete di Catana, dove hanno inciso i conii diversi artista: Prokles, Euainetos, Herakleidas e Choirion.
Choirion ha lavorato nello stesso periodo di Herakleidas ed entrambi sono attivi alla fine del V secolo a.C.; la firma di Choirion, al nominativo, è presente sul dritto di un tetradracma e su entrambi i conii di una dracma.
Nel tetradracma il conio firmato è, come già visto, quello del dritto che presenta la testa di Apollo, con corona di alloro e capelli sciolti, cinti da una corona di alloro. Ai lati si vedono una cetra e un arco, attributi della divinità, e a sinistra c'è la firma, ΧΟΙΡΙΩΝ; sotto il collo il nome del dio,  ΑΓΟΛΛΩΝ (Apollōn, Apollo).
Secondo Stazio si tratta di una "timida e scadente imitazione" di modelli precedenti della monetazione di Syracusae, in particolare dell'opera di Eukleidas. Lo stesso autore mette in contrapposizione la rigidità del conio di Choirion, particolarmente attenti alla resa dei particolari, con quello inciso da Herakleidas.
Al dritto firmato da Choirion sono associati due diversi rovesci, entrambi con la quadriga.  Stazio ipotizza che quello con la quadriga a destra possa essere di Choirion, per le caratteristiche stilistiche tra cui la cura dei particolari.
La firma Choirion è anche presente su una dracma di Catana; in questo caso la firma è presente su entrambi i lati della moneta.
La moneta presenta la testa giovanile della divinità fluviale Amenanos, di prospetto, con la testa leggermente ruotata a sinistra. Ai lati sono raffigurati, a sinistra un gamberetto e sulla destra due pesci. Sotto il collo del Dio, c'è la firma, ΧΟΙ (Choi).
Sul rovescio è raffigurata anche in questo caso una quadriga veloce, guidata però in questo caso da Atena.
In precedenza la firma era stata letta come Choikeon.